# جو هولم
جو هولم (به انگلیسی: Joe Hulme) بازیکن فوتبال زادهٔ ۲۶ اوت ۱۹۰۴ اهل کشور انگلستان بود که سابقهٔ بازی در تیم ملی فوتبال انگلستان را در کارنامهٔ خود دارد. وی در تاریخ ۲ آوریل ۱۹۲۷ نخستین بازی ملی خود را در مقابل تیم ملی فوتبال اسکاتلند انجام داد و با حضور در ۹ بازی ملی، در تاریخ ۱ آوریل ۱۹۳۳ واپسین بازی ملی‌اش را در برابر تیم ملی فوتبال اسکاتلند برگزار کرد.
این بازیکن توانسته در بازی‌های ملی، ۴ گل به ثمر برساند.